# Cyphopleon kratochvili
Cyphopleon kratochvili là một loài chân đều trong họ Trichoniscidae. Loài này được Frankenberger miêu tả khoa học năm 1939.